# Grammoechus calamophilus
Grammoechus calamophilus là một loài bọ cánh cứng trong họ Cerambycidae.